# Retroaktivita
Retroaktivita je zpětná účinnost (popřípadě zpětná působnost) právního předpisu tedy, kdy tento právní předpis působí i zpětně do doby před svou platností. Obecně je tato pravá retroaktivita pokládána za nepřípustnou legislativní techniku, neboť je v rozporu s požadavkem legitimního očekávání a právní jistoty. Naopak použití nepravé retroaktivity se obecně připouští.
Zásada lex retro non agit, zákon nepůsobí zpětně, byla známá již v římském právu. Znamená, že v určité době působí jen to právo, které je v dané době kodifikováno, s nímž se každý může seznámit a které je účinné. Právní normy, které vzniknou až v budoucnu, jsou proto z platného práva vyloučeny.

## Pojem retroaktivita
Na právní skutečnosti, které se staly v minulosti, se použije pozdější právní předpis. Z důvodu toho, že adresáti pozdější právní normy v tehdejší době nemohli tuto pozdější právní úpravu předpokládat a nemohli se jí tak řídit, je tato pravá retroaktivita obecně zakázána. U některých[kdy?] právních jednání, typicky ve smluvním právu, jde tento požadavek ještě dál a stanoví, že se na hmotněprávní vztahy použije objektivní právo platné v době jejich vzniku. To dává smluvním stranám jistotu, že ani budoucí změny zákonů neovlivní to, na čem se původně dohodly. Podobným institutem je dědečkovská klauzule, která zákaz retroaktivity rozšiřuje.[zdroj⁠?!]
Zvláštní zákaz retroaktivity platí v trestním právu. Určitý skutek může být trestným činem pouze tehdy, je-li trestný podle zákona účinného v době spáchání a zároveň takovým zůstane až do právní moci odsuzujícího rozsudku. Z tohoto pravidla mimo jiné vyplývá, že jednou amnestované trestné činy jsou navždy vyloučeny z trestního postihu (tzn. zákon o amnestii nelze derogovat).[zdroj⁠?!]

### Výjimky ze zákazu retroaktivity
Již u trestního práva ale existuje výjimka, prolamující obecný zákaz retroaktivity, zakotvená v českém právu už v čl. 40 odst. 6 Listiny základních práv a svobod, která stanoví, že pozdější trestní zákon se použije vždy, pokud to bude pro pachatele příznivější.
Retroaktivní působení zákona právní teorie také výslovně připouští v případě, že v určitém období neplatily zásady právního státu (typicky v diktatuře) a bylo by proto v rozporu s požadavkem spravedlnosti, kdyby nemohli být uzurpátoři potrestáni jen proto, že uzákonili takový právní řád, který jejich zločiny legalizoval.[zdroj⁠?!] Takto byly právní vztahy uspořádány např. po roce 1945 (dekret prezidenta republiky č. 5/1945 Sb.).
Naopak po roce 1989 zvolil československý parlament odlišný přístup a jak zákon o době nesvobody (č. 480/1991 Sb.), tak zákon o protiprávnosti komunistického režimu (č. 198/1993 Sb.) se omezily pouze na proklamace, aniž by měly podstatnější hmotněprávní důsledky.[zdroj⁠?!] Výhrada proti retroaktivní aplikaci nových zákonů (a zejména pak nově definovaného zločinu spočívajícího v přípravě útočné války) jsou také obsahem námitek proti průběhu Norimberského procesu.

### Nepravá retroaktivita
Nejde o zpětnou účinnost v pravém slova smyslu a souvisí s ochranou již nabytých subjektivních práv. Právní vztahy vzniklé před účinností nového právního předpisu se sice řídí původní právní úpravou, jejich změny a nově vzniklé skutečnosti, práva a povinnosti se však již posuzují podle úpravy nové. Tato nová právní úprava tak působí pouze do budoucnosti (pro futuro), ačkoli reguluje dříve vzniklé vztahy. Jde o důsledek toho, že rozsah subjektivních práv a povinností by měl být vždy v zásadě stejné pro všechny právní subjekty a měl by odpovídat aktuálnímu stavu právního řádu.
Například sjedná-li zaměstnavatel se zaměstnancem pracovní smlouvu a v jejím průběhu poklesne sjednaná mzda pod vyhlášenou minimální mzdu, musí zaměstnavatel mzdu zvýšit.